# بابل (مجموعه تلویزیونی)
بابل (به ترکی استانبولی: Babil)، تولید آی یاپیم، یک مجموعه تلویزیونی مهیج روان‌شناختی ساخت ترکیه به کارگردانی اولوچ بایراکتار و نویسندگی نوکهت بیچاکچی و اوزلم یوجل است که اولین قسمت آن در ۱۷ ژانویه ۲۰۲۰ منتشر شد.

## بازیگران و شخصیت‌ها

### شخصیت‌های اصلی
- عرفان تونا سایگون (خالد ارگنچ): او یک استاد اقتصاد است که تمام تلاش خود را برای دنیز انجام می‌دهد، فکر می‌کند پسر ۷ ساله‌اش است. عشق قدیمی ایلای.
- اگه‌من کیویلجیم (اونور سایلاک): دوست و بهترین دوست دوران کودکی عرفان. پدر واقعی دنیز.
- عایشه کارعالی/نیهال (آصلی انور): دختر جوانی که وقتی عرفان به دردسر افتاد با او روبرو می شود. او یک افسر پلیس مخفی است که آمده است تا امور تاریک سلیمان را فاش کند. وی بعداً دستیار عرفان و اگه‌من شد.
- ایلای یوجه‌داع (بیرجه آکالای): عاشق سلیمان و عشق قبلی عرفان.
- ادا سایگون (نور فتاح‌اوغلو): همسر عرفان، مادر دنیز.
- سلیمان یاوونجو (مسعود آکوستا): همسر کودرت. عاشق ایلای و تاجر تاریک.
- هاکان یاوونجو (صلاح‌الدین پاشالی): پسر سلیمان و کودرت.

### شخصیت‌های کمکی
- دنیز سایگون (برن کاظم‌اولاری): عرفان فکر می‌کند او پسرش است، در حالی که پسر اگه‌من است.
- کودرت یاوونجو (ودا یورتسور): سلیمان به همسرش بسیار حسادت می‌کند.
- فوندا (لسلی کاراویل): خواهر بزرگتر ادا که تمام اسرار خود را می‌داند.
- سدات (باریش آکساواش): کمیسری که برای خاتمه دادن به سلیمان به همراه عایشه/نیهال اقدام می‌کند.
- یالچین (مرت دوعان): آدم سلیمان.
- مرت (گوربرک پولات): دانشجوی عرفان از دانشگاه. او تمام تلاش خود را می‌کند تا به نفع عرفان باشد.
- نهیر یوجه‌داع (گیزم کالا): برادر ایلای. وی خواهر خود را به خاطر آنچه که زندگی کرده مقصر می‌داند.
- بوشرا (شنیز چتین): دستیار کودرت.
- دمت (گوزده کجااوغلو): دستیار ایلای.
- سافت (عبدالرحمان یونوس‌اوغلو): شوهر فوندا.
- بوسه (داملاسو ایلکی اوغلو): خواهر نیهال.

### بازیگرانی که سریال را ترک کردند
- اوزان گوون (اگه‌من کیویلجیم ۱): (۱–۱۰)

## بررسی اجمالی
| فصل | قسمت‌ها | قسمت‌ها | تاریخ اصلی روی آنتن رفتن | تاریخ اصلی روی آنتن رفتن | تاریخ اصلی روی آنتن رفتن |
| فصل | قسمت‌ها | قسمت‌ها | اولین بار                | آخرین بار                | شبکه                     |
| --- | ------ | ------ | ------------------------ | ------------------------ | ------------------------ |
| ۱   | ۱۰     | ۱۰     | ۱۷ ژانویه ۲۰۲۰           | ۲۷ مارس ۲۰۲۰             | استار تی‌وی               |
| ۲   | ۱۰     | ۱۰     | ۱۱ سپتامبر ۲۰۲۰          | ۲۰ نوامبر ۲۰۲۰           | استار تی‌وی               |